# Шиманский, Леонард Чеславович
Леонард Чеславович Шиманский (пол. Leonard Szymański; 13 ноября 1901, Белов — 27 мая 1976, Москва) — генерал-майор ВС СССР и генерал бригады Народного войска польского.

## Биография
Окончил 7 классов реального училища и учительские курсы в 1919 году. Работал на железной дороге. В 1920—1923 годах нёс службу в РККА, позже проживал в Москве. Член ВКП(б) с 1926 года. Работал в области химической промышленности и учился в Московском институте химического машиностроения (окончил в 1932 году). В 1934 году окончил Военную академию ПВО, получив квалификацию инженера. С 8 июля 1938 года в запасе в звании военного инженера III ранга (майор), работал в московском институте «Резинопроект» как инженер-технолог, глава технологического отдела и позже главный инженер-проектировщик.
С 23 сентября в рядах РККА, слушатель Академии противовоздушной обороны имени К. Е. Ворошилова в Москве. С марта 1942 года преподаватель военной химии в командирском (офицерском) училище в Москве, с 11 марта 1943 года преподаватель тактики в центре обучения технических войск. С 19 мая 1944 года на службе в Народном войске польском, в ноябре 1944 года произведён в подполковники, 9 марта 1946 года — в полковники. Руководитель курсов и преподаватель химической обороны в пехотном училище в Рембертуве и в офицерской школе войск химзащиты. 19 августа 1956 года произведён в генерал-майоры.
В марте 1957 года вернулся в СССР, проживал в Москве, возглавлял некоторое время военную кафедру МИХМ.

## Награды
СССР
- Орден Красного Знамени
- Орден Красной Звезды
- Медаль «За боевые заслуги»
- Медаль «За победу над Германией в Великой Отечественной войне 1941-1945 гг.»
- Иные медали

 Польша
- Орден «Знамя Труда» II класса (1956)
- Офицерский крест ордена Возрождения Польши (1954)
- Кавалерский крест ордена Возрождения Польши (1945)
- Золотой крест Заслуги (1947)
- Серебряный крест Заслуги (дважды, 1946)
- Серебряная медаль «Вооружённые силы на службе Родине» (1954)